# ساگارا یوشیهی
ساگارا یوشیهی (انگلیسی: Sagara Yoshihi; ۱ مارس ۱۵۴۴ – ۲۷ دسامبر ۱۵۸۱) سامورایی، دایمیو در دوره سنگوکو اهل ژاپن بود.